# Cattedrale di San Patrizio (Skibbereen)
La cattedrale di San Patrizio (in inglese St. Patrick's Cathedral) è la cattedrale cattolica di Skibbereen, in Irlanda, e procattedrale per la diocesi di Cork e Ross.

## Storia e descrizione
La chiesa, progettata dall'architetto Michael Augustine O'Riordan, è stata costruita tra il 1826 e il 1830 in stile neoclassico. Il timpano della facciata è sormontato da un piccolo campanile.
L'interno è in stile neoclassico, presenta un aspetto irregolare dovuto alla costruzione di gallerie nei transetti. Il tabernacolo ospitava una pala d'altare del pittore irlandese Samuel Forde, ora conservata presso la chiesa di San Barrahane, a Castlehaven.